# Kurmittelhaus (Bad Reichenhall)

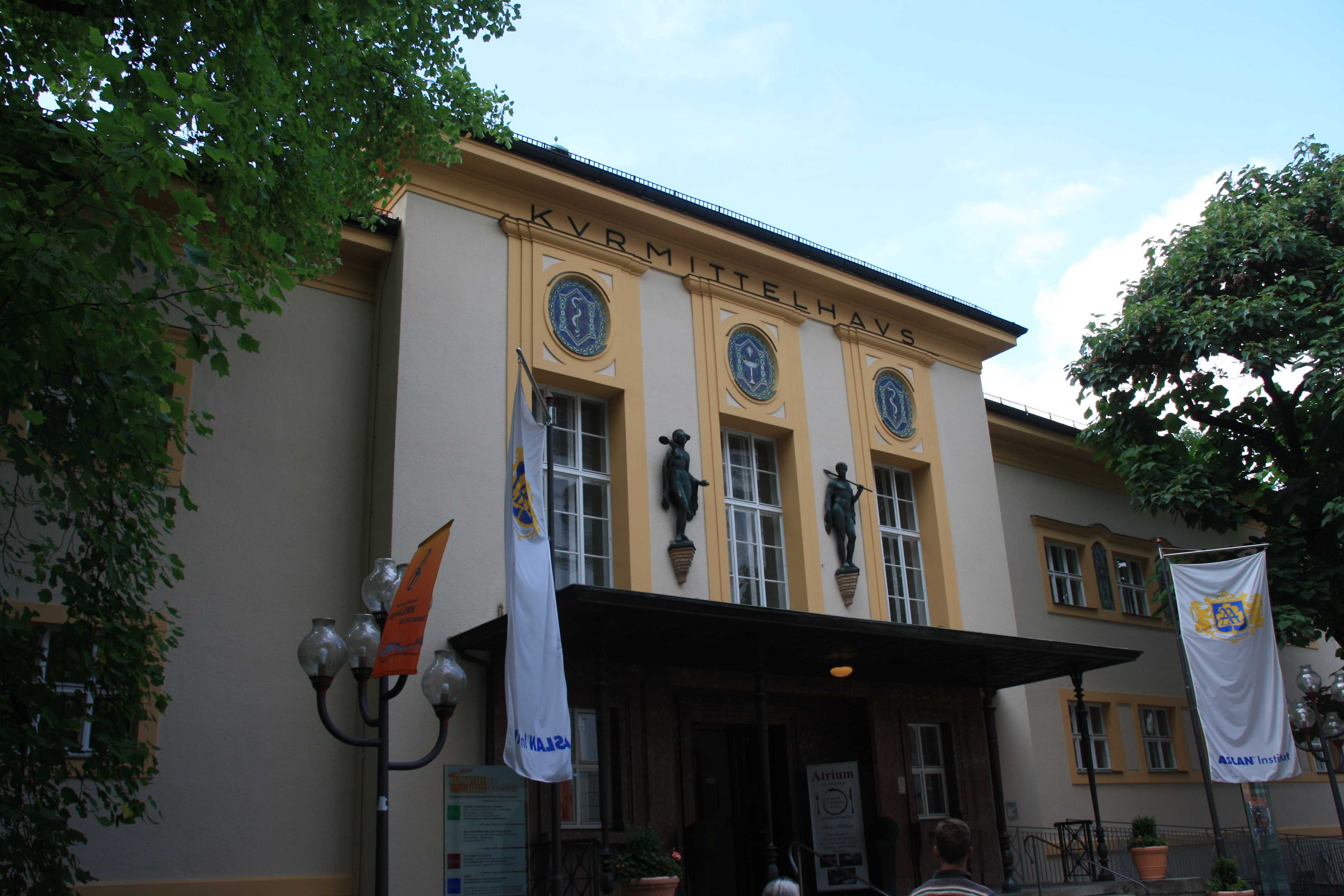
Kurmittelhaus

Das Kurmittelhaus (auch: Staatlich-Städtisches Kurmittelhaus) ist ein Kurgebäude in Bad Reichenhall. Es wurde 1928 nach Plänen von Max Littmann errichtet.
Das Gebäude steht unter Denkmalschutz und ist unter der Nummer D-1-72-114-48 in die Bayerische Denkmalliste eingetragen.

## Geschichte
Der Ausbruch des Ersten Weltkriegs brachte große Veränderungen für den Weltkurort Bad Reichenhall mit sich. Während der Kriegsjahre ging die Zahl der Gäste um mehr als die Hälfte zurück und mangels männlichem Personal konnten auch viele Dienstleistungen nicht mehr angeboten werden. Verzeichnete die Stadt im Jahr 1913 noch 15.410 Gäste, waren es im Sommer 1914 nur noch 11.510, da viele Gäste nach dem Attentat von Sarajevo bereits die Stadt verließen und andere – wohl in Erwartung eines Krieges – nach diesem schicksalshaften 28. Juni 1914 gar nicht mehr anreisten. 1915 war die Zahl der Gäste auf 6.580 zurückgegangen.
Das Ende des Krieges brachte erhebliche gesellschaftliche Veränderungen mit sich. Der europäische Adel – insbesondere aus der K.u.k.-Monarchie Österreich-Ungarn – der mit seinem Gefolge einen großen Teil des Publikums der Stadt ausmachte, existierte nicht mehr. Die Oktoberrevolution 1917 bedeutete auch das Ende für den Adel in Russland, der ebenfalls in großer Zahl die Stadt besuchte. Zwar konnte man in Bad Reichenhall den Kur- und Fremdenverkehrsbetrieb nach dem Krieg fortsetzen, doch war das neue Publikum wesentlich weniger betucht als noch vor 1914. Und so kam es, dass viele Kur- und Badebetriebe während des Krieges oder kurz danach aus wirtschaftlichen Gründen aufgegeben werden mussten. 1921 löste sich nach dem Tod des Dirigenten Gustav Paepke auch das Kurorchester auf. Mit Pauschalangeboten, Sportveranstaltungen und einem Vertrag mit dem Pfälzischen Landessymphonieorchester versuchte man, an alte Erfolge anzuknüpfen.
Bereits 1912 hatte Alois Seethaler, der Hotelier des Axelmannstein darauf gedrängt, die Reichenhaller Kurmitteln zu monopolisieren. Insbesondere weil in vielen Reichenhaller Kur- und Badeanstalten die Kurmittel ohne Kontrolle verabreicht wurden, ein Großteil dieser Häuser einen schlechten Standard hatten und „nur durch eine ärztliche Überverordnung von Kurmitteln künstlich am Leben erhalten würden“. Seethaler forderte „einen zentralen und integren Ort, wo all die Reichenhaller Spezifika erhältlich seien.“
Seethaler konnte sich mit seiner Forderung der Monopolisierung der Kurmittel nicht durchsetzen, man entschied sich stattdessen für die Errichtung eines zentralen Badehauses, in dem alle gängigen Kurmittel der Stadt unter einem Dach angeboten werden und dessen „zurückhaltende Größe die bestehenden Betriebe nicht in den Ruin treiben“ sollte. Der Verkauf des durch den Weltkrieg in wirtschaftliche Nöte gekommene Grandhôtel Burkert bot dazu die Gelegenheit. Bereits 1912 hatte der Arzt Gustav Ortenau angeregt, das Haus zu erwerben und zu Gusten des angrenzenden Kurgartens abzureißen. Das Grandhotel, das in den 1920er Jahren einem verödeten Palast glich, erstrahlte das letzte Mal 1926 in mondänem Glanz, als Arthur Krupp – ein Mitglied der Großindustriellenfamilie Krupp – dort seinen 70. Geburtstag feierte. Im selben Jahr wurde das Hotel von der Stadt erworben.
Nach vielen verworfenen Ideen und einigem Streit über die Zukunft des Gebäudes einigten sich der bayerische Staat – als Träger des Heilbades – und die Stadt darauf, den ehemaligen Hotelpalast abzureißen und die Idee eines Kurmittel- und Badehauses zu verwirklichen. Max Littmanns Pläne orientierten sich an seinem Entwurf des Kurhauses in Bad Kissingen. Das neue Kurmittelhaus sollte durch eine bescheidene Größe nicht zu sehr in Konkurrenz mit den bisherigen Kurbetrieben treten, aber durch die Nähe zum Kurgarten und die direkte Anbindung an die Wandelhalle mit Entspannung, Sport, Schönheits- und Gesundheitspflege das Angebot des Kurortes bereichern. Das neue Kurmittelhaus wurde nun Vorbild für die übrigen Kuranstalten am Ort, die sich in der Folge an der qualitativen Ausrichtung dieses Hauses orientierten.
Nach knapp einjähriger Bauzeit wurde das Kurmittelhaus am 6. Mai 1928 feierlich eröffnet.

## Baubeschreibung
Anders als der bisher vorherrschende pompöse Neobarock wurde das neue Kurmittelhaus äußerlich sehr zurückhaltend gestaltet, das Erscheinungsbild einer pompejanischen Villa wurde mit Elementen des Spätjugendstils verknüpft und an die veränderte gesellschaftliche Lage sowie an die Veränderungen der Klientel angepasst. Die elf pneumatischen Kammern – eine weltberühmte Reichenhaller Errungenschaft – waren für 125 Personen ausgelegt und bestimmten den Grundriss des Gebäudes. Lothar Korvin und Franz Murr, zwei Bad Reichenhaller Kunstmaler, gestalteten die Kammern mit Pflanzen- und Tiermotiven sowie japanischen Landschaften und Szenen aus der alpenländischen Gebirgswelt. Von der Eingangshalle aus waren die Messingarmaturen erkennbar, mit denen die einzelnen Kammern reguliert werden konnten.

## Lage
Das Kurmittelhaus befindet sich an der Ecke Kurstraße und Salzburger Straße, die an dieser Stelle seit den 1970er Jahren Fußgängerzone sind. Es liegt gegenüber dem Hotel Axelmannstein und grenzt im Nordwesten an den Königlichen Kurgarten.